# Іглсвуд Тауншип (Нью-Джерсі)
Іглсвуд Тауншип (англ. Eagleswood Township) — селище (англ. township) в США, в окрузі Оушен штату Нью-Джерсі. Населення — 1722 особи (2020).

## Демографія
Згідно з переписом 2010 року, у селищі мешкали 1603 особи в 621 домогосподарстві у складі 454 родин. Було 760 помешкань
Расовий склад населення:
| - 96,4 % — білих - 0,9 % — чорних або афроамериканців - 0,6 % — азіатів - 0,1 % — корінних американців - 1,0 % — осіб інших рас |

До двох чи більше рас належало 1,0 %. Частка іспаномовних становила 3,4 % від усіх жителів.
За віковим діапазоном населення розподілялося таким чином: 21,7 % — особи молодші 18 років, 64,8 % — особи у віці 18—64 років, 13,5 % — особи у віці 65 років та старші. Медіана віку мешканця становила 43,1 року. На 100 осіб жіночої статі у селищі припадало 107,6 чоловіків;  на 100 жінок у віці від 18 років та старших — 102,4 чоловіків також старших 18 років.
Середній дохід на одне домашнє господарство  становив 90 985 доларів США (медіана — 85 000), а середній дохід на одну сім'ю — 101 301 долар (медіана — 93 702). Медіана доходів становила 57 500 доларів для чоловіків та 39 306 доларів для жінок. За межею бідності перебувало 1,7 % осіб, у тому числі 0,6 % дітей у віці до 18 років та 1,3 % осіб у віці 65 років та старших.
Цивільне працевлаштоване населення становило 758 осіб. Основні галузі зайнятості: освіта, охорона здоров'я та соціальна допомога — 21,9 %, мистецтво, розваги та відпочинок — 14,5 %, науковці, спеціалісти, менеджери — 13,3 %.